# Ryan Dolan

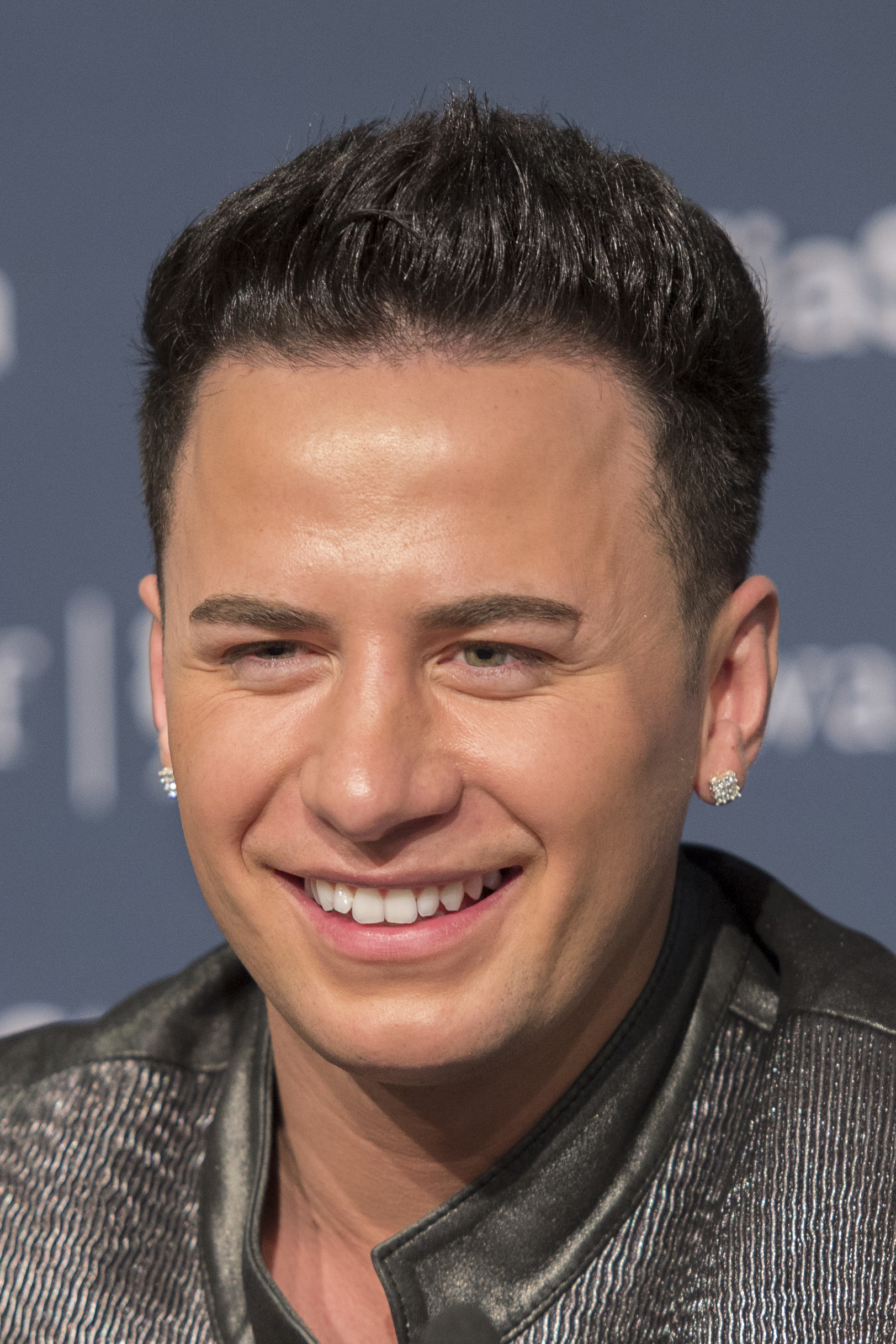
Ryan Dolan beim Eurovision Song Contest 2013

Ryan Dolan (* 22. Juli 1985 in Strabane, Nordirland) ist ein britischer Popsänger und Songwriter, der insbesondere durch seine Teilnahme am Eurovision Song Contest 2013 bekannt wurde.

## Karriere

### Musikkarriere vor dem ESC 2013
Ryan Dolan wurde 1985 in Strabane geboren. Bereits in jungen Jahren begann er sich als Songwriter, Sänger, Tänzer und Produzent einen Namen in der Musikwelt zu machen. Er lud ebenfalls allerlei Coversongs und Neuinterpretationen von Künstlern wie Adele, Lady Gaga oder Bruno Mars auf seinen YouTube-Kanal hoch.
Seine erste Single erschien am 7. August 2011 zusammen mit dem, ebenfalls Irischen, Dance- und Dubstep-Trio Zenemy DJz über ihr eigenes Label. Sie trägt den Titel The Secret (Get Out Of My Head) und wurde von Dolan allein geschrieben. Jedoch blieb der Song ohne großen Erfolg. Seit dieser Kooperation sorgt das Entertainment der Zenemy DJz für die visuelle sowie die audiovisuelle Darstellung seiner Produktionen.
Am 13. Mai 2013 wurde vom Plattenlabel JM13 sein erstes Studioalbum veröffentlicht. Die Titel wurden alle vom britischen DJ-Duo Loverush UK! gemixt und von David Hayes, Wez Devine und Ryan Dolan selber produziert. Es beinhaltet acht Titel, konnte allerdings keine Chartplatzierungen erreichen.
In einem Interview mit „Oikotimes“, einem Online-Magazin die News zum ESC veröffentlicht, sagte er, dass seine Vorbilder sowohl Pop-Sänger wie Michael Jackson oder Bruno Mars, als auch Dance- und Club-Musiker wie die Swedish House Mafia oder David Guetta. Sie alle inspirierten ihn zu dem Genre, den seine Musik vertritt.

### Teilnahme am ESC 2013
2013 nahm er beim irischen Vorentscheid zum Eurovision Song Contest 2013 teil. Er war dabei der einzige Kandidat, der eine eigene Komposition im nationalen Vorentscheid darbot. Dort konnte er sich gegen vier weitere Kandidaten durchsetzen und durfte somit am Wettbewerb in Malmö mit dem Popsong Only Love Survives für Irland antreten. Er trug das Lied im ersten Semifinale in der Malmö Arena vor und schaffte den Sprung ins Finale. Dort belegte er den letzten (26.) Platz. Besondere Unterstützung erhielt er vom Produzent und Choreograf Stuart O’Connor, der bereits die Jedward-Brüder auf ihren Live-Touren begleitete.

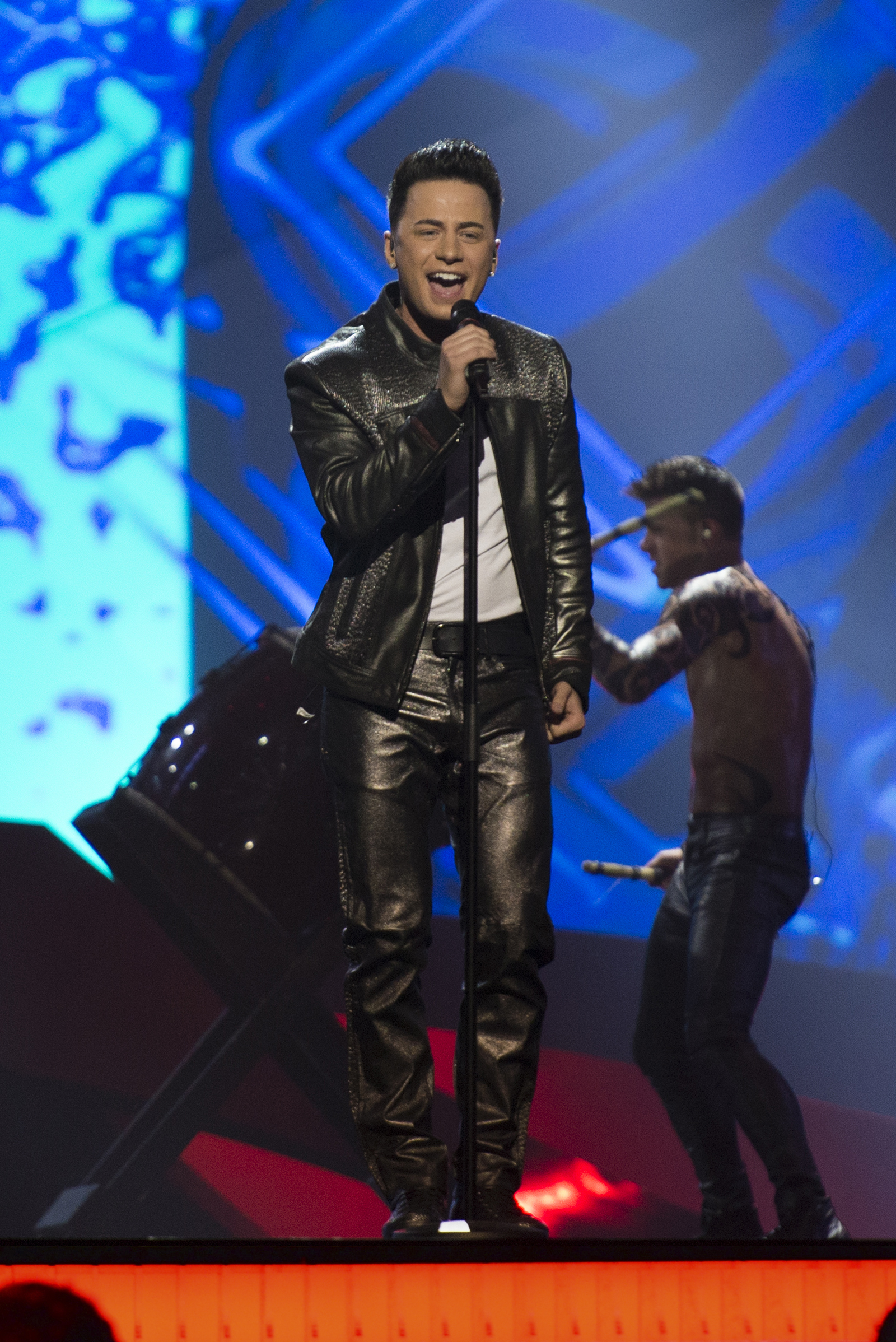
Ryan Dolan live im Semifinale des Eurovision Song Contest 2013

### Musikkarriere nach dem ESC 2013
Nach seinem Auftritt sagte Ryan, er wolle auf jeden Fall weiter Musik machen und werde auch schnell über seine Niederlage beim Eurovision Song Contest hinwegkommen. Er bekam durch diesen Song viel positive Resonanz und verschiedene Plattenlabel zeigten Interesse, darunter war auch Universal Music.
Only Love Survives konnte in die Download-Charts von insgesamt sieben verschiedenen Ländern einsteigen. Allerdings konnte die Singles in den offiziellen Single-Chart schließlich doch nur eine Platzierung in Irland erreichen. Dort arbeitete sie sich immerhin von Platz 94 bis auf Nummer 13 hoch.

### Privatleben
Im Februar 2014 outete sich Ryan als homosexuell.

## Diskografie

### Alben
- 2013: Frequency

### Singles
| Jahr | Titel                             | Höchstplatzierung, Gesamtwochen, AuszeichnungChartsChartplatzierungen (Jahr, Titel, Platzierungen, Wochen, Auszeichnungen, Anmerkungen) | Anmerkungen                                           |
| Jahr | Titel                             | IE | Anmerkungen                                           |
| ---- | --------------------------------- | --- | ----------------------------------------------------- |
| 2011 | The Secret (Get Out Of My Head) – | — | Erstveröffentlichung: 7. August 2011 feat. Zenemy DJs |
| 2013 | Only Love Survives Frequency      | IE13 (5 Wo.)IE | Erstveröffentlichung: 8. Februar 2013                 |
| 2014 | Start Again –                     | IE71 (2 Wo.)IE | Erstveröffentlichung: März 2014                       |
| 2014 | Fall to the Floor –               | IE88 (1 Wo.)IE | Erstveröffentlichung: Juni 2014                       |

Weitere Singles
- 2014: Thinking out Loud